# Liang K'ai (krater)
Liang K'ai är en nedslagskrater på planeten Merkurius, med en diameter på ungefär 145 kilometer.
1979 uppkallade den efter konstnären Liang Kai.